# Valentin Guillaume
Valentin Guillaume (17 april 2001) is een Belgische voetballer die als aanvallende middenvelder speelt. Hij staat sinds juni 2022 onder contract bij het Belgische RFC Seraing

## Carrière
In de voorbereiding van het seizoen 2019/20 werd Guillaume opgenomen in de A-kern van Excelsior Virton. Op 15 augustus 2021 mocht hij officieel debuteren in het eerste elftal van Virton in de eerste competitiespeeldag van het seizoen tegen KVC Westerlo. Coach Christophe Grégoire liet hem aan het begin van de tweede helft invallen voor Aimery Pinga. Virton zou deze wedstrijd uiteindelijk verliezen met 0-2.
Aan het eind van het seizoen 2021/22 liep zijn contract bij Virton af waarna hij transfervrij de overstap maakte naar eersteklasser RFC Seraing. Guillaume tekende hier een tweejarig contract met de optie op nog één bijkomend seizoen.

## Statistieken
| Seizoen        | Club             | Land            | Competitie      | Competitie | Competitie | Beker | Beker | Internationaal | Internationaal | Totaal | Totaal |
| Seizoen        | Club             | Land            | Competitie      | Wed.       | Dlp.       | Wed.  | Dlp.  | Wed.           | Dlp.           | Wed.   | Dlp.   |
| -------------- | ---------------- | --------------- | --------------- | ---------- | ---------- | ----- | ----- | -------------- | -------------- | ------ | ------ |
| 2021/22        | Excelsior Virton | Vlag van België | Eerste klasse B | 24         | 1          | 0     | 0     | —              | —              | 24     | 1      |
| 2022/23        | RFC Seraing      | Vlag van België | Eerste klasse A | 0          | 0          | 0     | 0     | —              | —              | 0      | 0      |
| Carrièretotaal | Carrièretotaal   | Carrièretotaal  | Carrièretotaal  | 24         | 1          | 0     | 0     | 0              | 0              | 24     | 1      |

Bijgewerkt t/m 20 juni 2022.
1 Galjé ·
2 Sylla ·
4 Tshibuabua ·
6 Cachbach ·
8 Kilota ·
9 Elisor ·
10 Marius ·
11 Abanda ·
12 Bernier ·
14 Guillaume ·
15 Lahssaini ·
16 Martin ·
18 Poaty ·
20 Ba ·
21 Sambu ·
23 Lepoint ·
30 Dietsch ·
34 Trémoulet ·
35 Conceição ·
40 Opare ·
52 Serwy ·
53 D'Onofrio ·
61 Silini ·
67 Renzulli ·
70 Solheid ·
Coach: Jeunechamps